# 香害

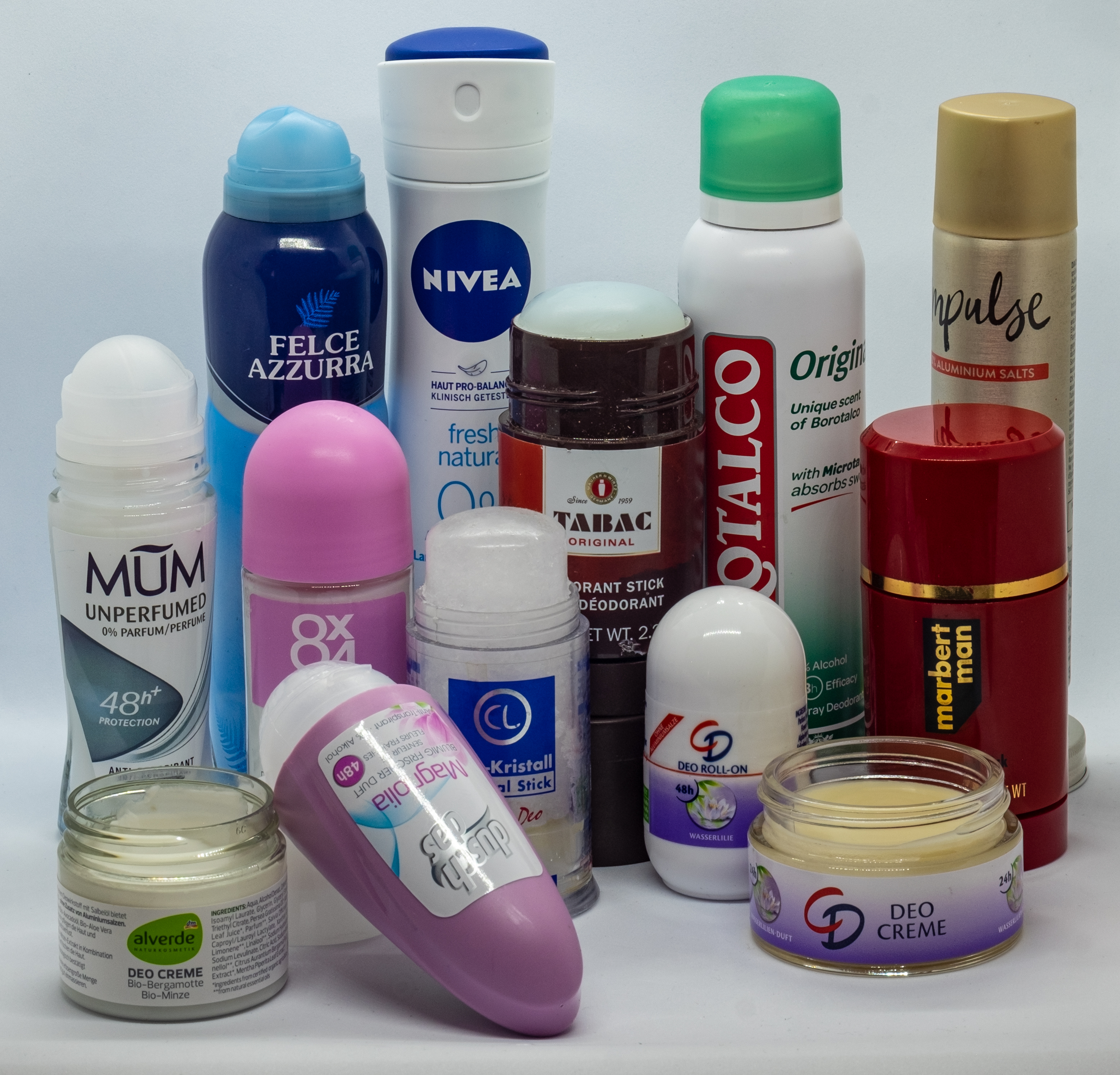
デオドラント製品

人の鼻の構造

香害（こうがい、かおりがい）とは、様々なにおい（香り成分）に起因し、頭痛、吐き気、アレルギー、ストレス障害等、化学物質過敏症などの症状が誘発されることである。
空気中に漂うため香り成分によるいわば公害であることから、「公害」をもじって「香害」と呼ばれるようになった。柔軟剤、合成洗剤における発生要因として、香料成分をマイクロカプセル化した残香性の高い製品や、洗濯時に香りが強く残る柔軟剤を使用することなどがある。

## 歴史
日本では2000年代半ば頃から香りの強い柔軟剤が普及したことにより、この種の苦情が国民生活センターの全国消費生活情報ネットワークシステム（PIO-NET）や日本消費者連盟に多く寄せられるようになった。2013年には国民生活センターが情報提供を行っている。
2014年、静岡県環境衛生科学研究所により、柔軟剤の香り成分の含有量、使用量の変化に伴うタオルへの香り成分残存量と香りの強さに関する商品テストが実施され、柔軟剤の香り成分には海外の化粧品に関する法令でアレルギー物質として表示が義務付けられている成分や、揮発性有機化合物（VOC）である成分が使用されていることが判明した。また、同年、国立医薬品食品衛生研究所生活衛生化学部の研究グループにより、市販の高残香性衣料用柔軟仕上げ剤20製品を対象として、それぞれの製品から抽出した揮発性の成分を評価した。その結果、うち18製品が侵害受容器であるTRPイオンチャネルの一種TRPA1の活性化を、対照群の2倍以上引き起こすことが明らかとなり、柔軟仕上げ剤中の香料成分がTRPイオンチャネルの活性化を介して、気道過敏性の亢進を引き起こす可能性が示唆された。なお、現在では、そのTRPA1の活性化が、炎症や疼痛の発生、呼吸器症状や循環器症状および神経毒性に関与することが、近年の研究により明らかになってきている。
令和元年（2019年）5月、「香害をなくす連絡会」を組織している日本消費者連盟は使用禁止を求める提言を出した。また、2021年7月には香害被害者とその支援者が「カナリア・ネットワーク全国」が発足した。香りへの反応は個人差が大きく、常用者（依存症者）には他者が不快と感じることに理解が得られにくい事から、近隣トラブルへの発展や、職場内では転職・退職に追い込まれることもある。欧州では規制が始まっているものの、日本では発生メカニズムに未解明の部分が多いとして、2022年4月時点では啓発活動にとどめ商品規制には踏み込んでいない。ただ、国会や地方議会では議論されるようになっている。

## 法律

### 公共の場所における香りの禁止
喫煙については公共の場所では世界的に禁止になりつつあるが、香りについては個人の判断に委ねられている地域がほとんどである。カナダのハリファックスでは2000年にいわゆる香水禁止条例が制定されており、学校、図書館、裁判所のほか、職場や劇場、店舗など公共の建物全てにおいて、香水の使用が禁止されている。日本においては香料自粛のお願いの取り組みをしている自治体に大阪府の大阪狭山市と阪南市、広島県海田町、岐阜県岐阜市がある。この他、自治体へ質問書などが送られているものもある。この他、店の判断で入店を断る例も出てきている。

### ヨーロッパ
ヨーロッパでは、2005年3月11日から、アレルゲンとなる香料26物質の表示義務が施行された。

## 香りによる健康被害

### 健康被害
精油（アロマテラピー）の健康被害に関しては、成人はもとより、低年齢層、特に乳幼児への使用は危険なリスクがあることがわかっており、呼吸器疾患、頭痛、副鼻腔炎、アレルギーなどを誘発させることもあり、香りが呼吸器疾患の主因となる可能性も示唆されている。気道感染を起こした幼児がミント精油に含まれるメントール（ハッカ脳）入り軟膏を治療に使用したところ、多くの症例で呼吸器に強い痛みが生じ、少数ではあるがチアノーゼも認められた。
アトピー型喘息患者の査読論文によれば、ある種の香料が喘息反応を引き起こすことが確認されている。多くの香料成分は、頭痛、アレルギー性皮膚反応、吐き気もまた引き起こすことがある。場合によっては、香水の過剰使用はアレルギー性皮膚炎を引き起こすことがある。 例えば、アセトンやアセトフェノンなどである。
また、発癌性やアレルゲンが指摘されている物について、欧州連合（EU）の消費者安全科学委員会（SCCS, formerly the SCCNFP ）など様々の機関による調査報告がなされ、EU Cosmetics Regulation (Entry 102, Annex III of the EU Cosmetics Regulation）や国際フレグランス協会等によって制限・規制されている。

### 日常生活
繰り返す咳や目眩、吐き気、頭痛、呼吸器疾患を引き起こす場合があり、「神経質な人認定された」など学校や会社での無理解に苦しむ人もいる。

### 動物・虫への害
人間に害が無い場合でも、防虫剤のように他の生物に影響を与える場合もある。ペットの健康被害も発生している。

### 環境問題
大量に使われている合成ムスクが環境中に放出され、海底などからも検出されている。

### スメルハラスメント
悪臭により周囲を不快にさせるハラスメントはスメルハラスメント（スメハラ）という。

## 対処
- 香料の残香が漂う空間であれば、急須で淹れた緑茶で湿らせたタオルを軽く絞り、タオルの端を片手で持ち、グルグルとしばらく回すことにより、臭気を減らすことができる[48]。
- きわめて応急処置にすぎないが、香料の記憶をリセットしたい時は、コーヒー豆の匂いを嗅ぐと正常な嗅覚を取り戻しやすくなる[49]。